# Чемпіонат світу з сокки
Чемпіонат світу з сокки — міжнародний турнір з сокки, в якому беруть участь чоловічі національні команди, що є членами ІСФ.
Перший Чемпіонат світу з сокки 2018 року відбувся в Португалії, на спеціально побудованому лісабонському стадіоні Трунквала. Турнір розпочався 23 вересня 2018 року дебютним матчем між збірними Канади та Кабо-Верде і тривав до 29 вересня 2018 року, завершившись фінальною перемогою збірної Німеччини над збірною Польщі з рахунком 1:0. Вирішальний матч судив англійський футбольний арбітр Марк Клаттенбург.
Турнір висвітлювався в усьому світі , в тому числі його підтримали такі відомі особистості як Лукас Подольскі та фонд Неймара.
Чемпіонат світу з сокки 2019 відбувся на острові Крит. Він тривав з 12 по 20 жовтня 2019 року .  Перемогу здобула збірна Росії, яка перемогла у фіналі Польщу з рахунком 3:2.
Чемпіонат світу з сокки 2022 року проходив у вересні 2022 року в угорському Будапешті.
Чемпіонат світу з сокки 2023 року пройшов в німецькому Ессені з 2 по 11 червня 2023 року. Перемогу на ньому здобула збірна Казахстану, яка переграла в фіналі збірну України.
Чемпіонат світу з сокки 2024 року проводився в місті Маскат з 29 листопада по 7 грудня 2024 року. Володарами трофею стали господари турніру збірна Оману.

## Результати
| 2018 | Лісабон, Португалія   | · Німеччина | 1–0            | · Польща    | · Росія    | 2–1 | · Португалія |
| 2019 | Ретімно, Крит, Греція | · Росія     | 3–2            | · Польща    | · Греція   | 2–1 | · Молдова    |
| 2022 | Будапешт, Угорщина    | · Бразилія  | 3–0            | · Казахстан | · Польща   | 3–1 | · Німеччина  |
| 2023 | Ессен, Німеччина      | · Казахстан | 2–2 (бул. 2-1) | · Україна   | · Мексика  | 2–0 | · Хорватія   |
| 2024 | Маскат, Оман          | · Оман      | 1–1 (бул. 1-0) | · Казахстан | · Хорватія | 2–0 | · Румунія    |